# Фаворит (роман)
«Фаворит» — исторический роман Валентина Пикуля. В нём излагается хроника времен Екатерины II. Роман состоит из двух томов: первый том — «Его императрица», второй — «Его Таврида».
В романе отражены важнейшие события отечественной истории XVIII века, точнее: 1730—1791 гг. В центре повествования — образ фаворита императрицы Екатерины II Алексеевны, полководца Григория Потемкина. Немало страниц романа посвящено также другим крупным историческим личностям того времени.
Начало работы над первым томом романа относится к августу 1976 года, закончен первый том был в ноябре 1979. Второй том написан всего за один месяц — в январе 1982.
Экранизация — российский телесериал «Фаворит», 2005. В роли Екатерины — Наталья Суркова.

## Интересные факты
В романе только один вымышленный герой — русский корабельный мастер Прошка Курносов.